# 第二十二季超級籃球聯賽新人選秀會
2024年第22季SBL超級籃球聯賽新人選秀會為SBL超級籃球聯賽在第22季SBL開打之前舉辦的第18屆新人選秀會，本屆新人選秀會與WSBL女子超級籃球聯賽新人選秀會於2024年8月12日聯合舉辦。本屆新人選秀會共有19人參與，最終有4人獲選，由王家昌成為選秀狀元。

## 選秀結果
| →      | 順序一 | 順序二 | 順序三 | 順序四 |
| [ 3 ]  | 柏力力 | 裕隆   | 臺銀   | 台啤   |
| ------ | ------ | ------ | ------ | ------ |
| 第一輪 | 王家昌 | 阿美   | 王書府 | 放棄   |
| 第二輪 | 放棄   | 蒲國倫 | 放棄   | 不適用 |
| 第三輪 | 不適用 | 放棄   | 不適用 | 不適用 |

| 輪次 | 總順位 | 球員   | 位置 | 選中球隊   | 畢業/就讀學校    |
| ---- | ------ | ------ | ---- | ---------- | ---------------- |
| 1    | 1      | 王家昌 | 前鋒 | 彰化柏力力 | 國立臺灣師範大學 |
| 1    | 2      | 阿美   | 中鋒 | 裕隆納智捷 | 中國文化大學     |
| 1    | 3      | 王書府 | 後衛 | 臺灣銀行   | 中信金融管理學院 |
| 2    | 4      | 蒲國倫 | 前鋒 | 裕隆納智捷 | 義守大學         |

參考資料：

## 選秀報名
2024年7月31日，為本屆新人選秀會的報名截止日。7月22日，中華民國籃球協會宣布選秀名單，共有21人報名。8月12日，新人選秀會當天，有19人出席新人選秀會。
21人名單：
- 王家昌
- 林展右
- 邱家正
- 顏宗瑋
- 伊磊斯巴瓦瓦隆
- 周思佑
- 彭柏樺
- 徐宇輝
- 蔡秉杰
- 洪瑋澤
- 蒲國倫
- 林嘉隆
- 王書府
- 郭家洋
- 李定謀
- 林鈺哲
- 高偉綸
- 巫紹齊
- 郭德揚
- 阿美（外籍生）
- 潘念龍